# SZTE Kossuth Zsuzsanna Technikum és Szakképző Iskola
Az SZTE Kossuth Zsuzsanna Technikum és Szakképző Iskola egy szakgimnázium és szakközépiskola, illetve technikum, amely Szegeden, azonfelül az Északi városrészen található a Kodály téren. Az iskola több mint félévszázados múltra tekint vissza. Alapítása óta fő profilként tekintették az egészségügyhöz kapcsolódó szakmák tanítását és elsajátítását a diákok számára. Az intézmény a Szegedi Tudományegyetem bázisiskolája.

## Története

### Az államszocializmus éveiben
Az intézmény 1948-ban nyitotta meg a kapuit Kossuth Zsuzsanna Állami Ápolóképző Intézet néven a Kálvária sgt. 1. szám alatt, 68 beiratkozott tanulóval. Az 1950-es években a Martos Flóra Állami Szülésznőképző Iskola és a Teleki utcán elhelyezkedő csecsemő- és gyermekápoló képző beolvadt az intézményben. Az intézményben a nappali tagozatos oktatás mellett felnőttoktatást, tanfolyai képzést, továbbképzést is kínált. Ekkoriban voltak kihelyezett évfolyamok Szentesen, Hódmezővásárhelyen és Makón is.
Az 1960-as évektől nevében, az 1970-es években a gyakorlatban is a középfokú oktatás az intézmény falain belül. Az 1960-as évektől elindult a Tömörkény István Gimnázium egészségügyi tagozata, amelynek tanulói gyakorlószobák hiányában a Kossuth Zsuzsa szakmai termeit vették igénybe. Később a képzést is áthelyezték a gimnáziumból. A kollégisták a Berbits Lajos Vasútforgalmi Szakközépiskola kollégiumában lettek elhelyezve. Az 1980-as évek elején a Kossuth Zsuzsa intézménye felújításon esett át. 1984 és 1992 között a SZOTE oktatási bázisa lett.

### A rendszerváltást követően
1991-ben iskolázták be az intézménybe az utolsó szakiskolai osztályt, akik 1994-ben vizsgáztak le. 1992-ben a JATE bázisiskolája lett, így a másod- és harmadéves egyetemi pedagógus hallgatók hospitálási gyakorlatra, az ötödévesek gyakorlótanításra jöhettek az intézményben. 1994 őszén indult el a humán-egészségügyi szakmacsoportos képzés. A Ságvári Gimnáziumból ekkor került át a levelező tagozat is. 1996-ban indult el a nappali szakképzés, amely az érettségi vizsgákra épült (az intézmény nevében viselte a gimnázium jelzőt is). Az 1997-es tanévben ünnepelte az intézmény az 50. évfordulóját, amelynek megnyitóján jelen volt Kökény Mihály is. Ebben az évben megszűnt az intézmény kollégiuma, az 1999/2000-es tanévtől pedig az intézmény új épülete a Gutenberg utcában kapott helyet. Szeged város közgyűlése
2007. július 1-én a Tisza Lajos Könnyűipari Szakközépiskola és Szakiskola egybeolvasztásával létrehozta a Kossuth Zsuzsanna Gimnázium, Egészségügyi és Könnyűipari Szakképző Iskolát. A két szakközépiskola a Kodály tér 1. szám alatt kapott új helyet. 2009-ben az iskola a zegedi Szolgáltatási Középiskola és Szakiskola tagintézménye lett. 2013. január 1-jétől az intézmény állami tulajdonba került, így a Klebelsberg Központ látja el a fenntartói feladatokat. A 2013/14-es tanévtől az iskola a Verdes István Szakközépiskola tagintézménye lett. 2015 és 2019 között az intézmény szakképzési centrum részeként működött.

## Igazgatói
- dr. Simoncsics Pálné (1948-1952)
- Tébesz Antalné (1952-1954)
- dr. Gál Györgyné (1954-1957)
- dr. Ottovay Istvánné (1957-1959)
- dr. Lovász Tiborné (1959-1978)
- Pajtényi Ferencné (1978-1996)
- Tripolszky Imréné (1996-2002)
- Laukó Emőke (2002-2006)
- Horváth Levente Attila (2006-2010)

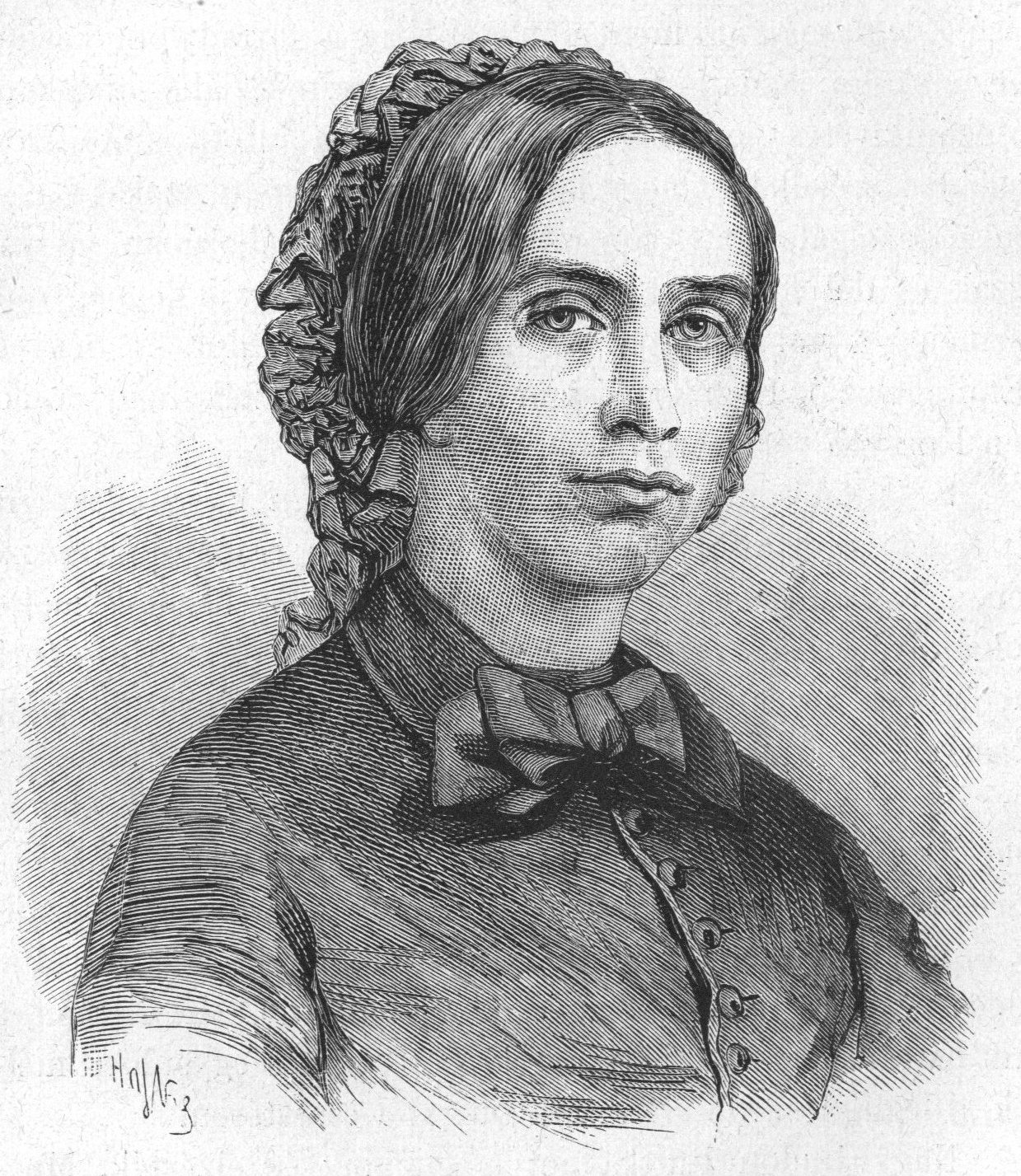
Kossuth Zsuzsanna (1817-1854) ápolónő, Kossuth Lajos leánytestvére, a szegedi iskola névadója.

- Szabóné Diós Edit (2010-2015)
- Horváth Levente Attila (2015 óta)

## Képzések

### Érettségire épülő[4]

#### Egészségügyi ágazat
- általános ápoló
- egészségügyi asszisztens
- rehabilitációs terapeuta
- perioperatív szakasszisztens

#### Egészségügyi technika ágazat
fogtechnikus

#### Szociális ágazat
kisgyermekgondozó, -nevelő

### Felnőttképzések

#### Egészségügyi ágazat
- általános ápoló
- egészségügyi asszisztens
- rehabilitációs terapeuta
- perioperatív szakasszisztens

#### Szociális ágazat
kisgyermekgondozó, -nevelő

### Egészségügyi ágazat
- általános ápoló
- egészségügyi asszisztens
- rehabilitációs terapeuta
- perioperatív szakasszisztens

#### Kreatív ágazat
- Divat-, jelmez- és díszlettervező
- Grafikus

## Partnerkapcsolatok
Az Erasmus+ program keretén belül az elmúlt években az alábbi intézményekkel folytat/folytatott nemzetközi kapcsolatot a Kossuth Zsuzsanna Szakközépiskola:
| Intézmény neve                           | Helye                          |
| ---------------------------------------- | ------------------------------ |
| SOSU Jutland - Aarhus                    | Dánia, Aarhus                  |
| SOSU Nykøbing Falster                    | Dánia, Nykøbing Falster        |
| MFR du pays de Douarnenez                | Franciaország, Poullan sur Mer |
| KK Tavasita                              | Finnország, Hameenlinna        |
| Lindenhof Alten- und Pflegeheim G.m.b.H. | Németország, Mainhardt         |

Emellett az intézmény partnere a Szegedi Városi Kollégiumnak is.

## Diákélet

### Hagyományok
- Gólyatábor
- KZS ajándéknap - osztályközösség építő nap
- Karácsony ünneplés
- Szalagavató bál
- Kossuth Zsuzsanna emléknap - diáknap: Minden év február 19-én az iskola megemlékezik névadójáról, Kossuth Zsuzsannáról. Ezenkívül az iskolában különböző vetélkedők kerülnek megrendezésre.[14]
- Ballagás

### Szakkörök
Az intézményben működik diák színjátszó, informatika-matematika, magyar nyelv és irodalom, illetve angol nyelvi szakkör.

## Kossuth Zsuzsanna Egészségügyi Alapítvány
1991. október 30-án alapította az iskola diáksága, tanári kara, az SZMJV Önkormányzatának Kórháza, a SZOTE és a SZEDIPESZ nevű egyesület. Közhasznú szervezetként van bejegyezve. Az alapítvány célja a tehetséges tanulók támogatása, az iskolai programok szervezése, az intézmény fejlesztése. Emellett a versenyek, pályázatok nevezési díjának biztosítása és szociális támogatás nyújtása.
Az alapítvány díja a Kossuth Zsuzsanna díj, amelyet minden tanév végén az a végzős tanuló kapja, aki kiemelkedő teljesítményt nyújt tanulmányaiban és az iskola közösségi életében.

## Külső hivatkozások
- Az intézmény honlapja
- Az iskola Facebook-oldala